# توماس ماركس
توماس ماركس هو لاعب كرة الماء كندي، ولد في 2 يوليو 1980.

## وصلات خارجية
- توماس ماركس على موقع الاتحاد الدولي للسباحة (الإنجليزية)
- توماس ماركس على موقع أوليمبيديا (الإنجليزية)